# EX-105
La EX-105 es una carretera de titularidad de la Junta de Extremadura (España). Su categoría es básica. Discurre por la provincia de Badajoz entre Don Benito y la frontera con Portugal.

## Historia de la carretera
Es la antigua C-423 que fue renombrada en el cambio del catálogo de Carreteras de la Junta de Extremadura en el año 1997.

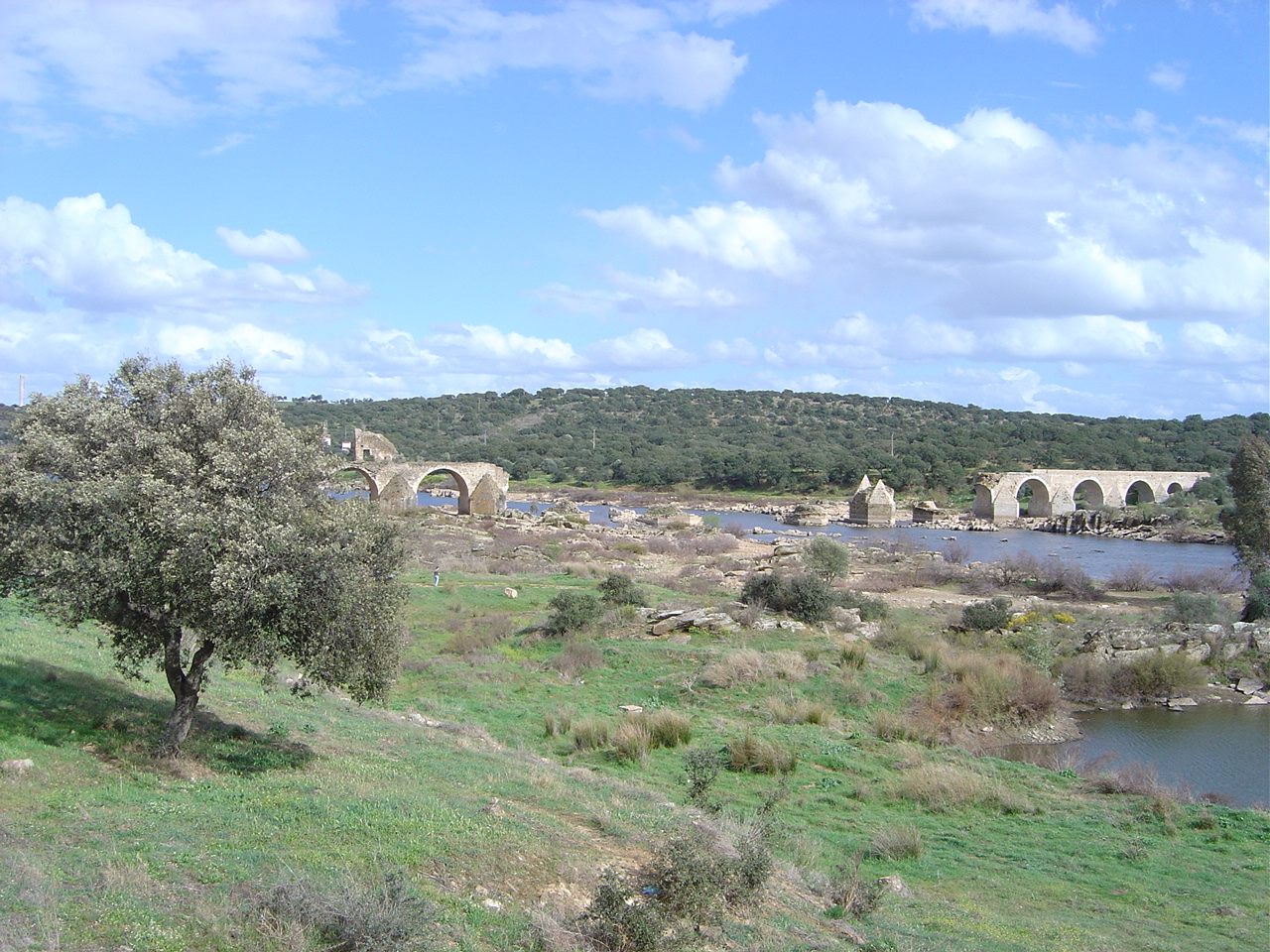
Puente de Ajuda antiguo sobre el río Guadiana en el extremo occidental de la EX-105.

Posteriormente, una vez construido el nuevo puente de Ajuda sobre el río Guadiana y haber continuidad internacional, se le añadió la EX-316 (antigua BA-211), en el Catálogo del año 2000, dándose de baja esta clave para esta carretera y asignándosela a la carretera de la EX-116 a Castilblanco por Valdecaballeros, transferida de la Diputación Provincial de Cáceres a la Junta de Extremadura en ese mismo año. El 3 de septiembre de 2021 salió en la serie de la plataforma de contenido audiovisual Netflix, la casa de papel, en la secuencia se muestra como Tokio huye con su novio, interpretado por Miguel Ángel Silvestre, yéndose a Portugal tras un atraco para comenzar una nueva vida.

## Recorrido
Su origen está en la glorieta intersección con EX-206/EX-346 en Don Benito. Su final está en la frontera con Portugal en el nuevo puente de Ajuda sobre el río Guadiana.
Localidades por las que discurre
- Don Benito
- Mengabril
- Guareña
- Villagonzalo
- La Zarza
- Mérida
- Alange
- Almendralejo
- Aceuchal
- Villalba de los Barros
- Santa Marta
- Torre de Miguel Sesmero
- Almendral
- Valverde de Leganés
- Olivenza